# Sorbus aronioides
Sorbus aronioides là loài thực vật có hoa trong họ Hoa hồng. Loài này được Rehder miêu tả khoa học đầu tiên năm 1915.